# شادان لوند
شادان لوند (به انگلیسی: Shadan Lund) یک منطقهٔ مسکونی در پاکستان است که در ناحیه دیره غازی خان واقع شده‌است. شادان لوند ۱۲۵ متر بالاتر از سطح دریا واقع شده‌است.